# Заборьевское сельское поселение (Ленинградская область)
Забо́рьевское се́льское поселе́ние — бывшее (до 2014 года) муниципальное образование в составе Бокситогорского района Ленинградской области. Административным центром являлся посёлок Заборье.

## Географические данные
Площадь поселения составляла 65 997 га. Располагалось в восточной части района, граничило с Бабаевским районом Вологодской области.
По территории поселения проходила железная дорога Волховстрой I — Вологда (ж/д станции Заборье, Верхневольский).

## История
По данным 1973 года был образован Заборьевский сельсовет в результате разукрупнения Потокского сельсовета.
18 января 1994 года постановлением главы администрации Ленинградской области № 10 «Об изменениях административно-территориального устройства районов Ленинградской области» Заборьевский сельсовет, также как и все другие сельсоветы области, преобразован в Заборьевскую волость.
1 января 2006 года в соответствии с областным законом № 78-оз от 26 октября 2004 года «Об установлении границ и наделении соответствующим статусом муниципального образования Бокситогорский муниципальный район и муниципальных образований в его составе» образовано Заборьевское сельское поселение, в его состав вошли территории бывших Заборьевской и Ольешской волостей.
2 июня 2014 года Заборьевское сельское поселение вошло в состав вновь созданного Лидского сельского поселения Бокситогорского района.

## Населённые пункты
В состав поселения входили 19 населённых пунктов (население, 2010):
| - посёлок Заборье — 1178 чел.; - посёлок Великий Двор — 2 чел.; - деревня Врачово — 13 чел.; - посёлок Головачово — 39 чел.; - деревня Ивановское — 12 чел.; - деревня Ивахново — 12 чел.; - деревня Коробище — 12 чел.; - посёлок Косой Ухаб — 3 чел.; - деревня Костерино — 4 чел.; - посёлок Крутой Ручей — 5 чел.; | - посёлок Лесной — 43 чел.; - деревня Лидь — 22 чел.; - деревня Лиственка — 13 чел.; - деревня Лукинское — 4 чел.; - деревня Нечаевская — 9 чел.; - деревня Ольеши — 87 чел.; - деревня Перегорода — 8 чел.; - деревня Перунь — 1 чел. - посёлок Утишье — 164 чел.; |